# Braunschweiger Turn- und Sportverein Eintracht von 1895 1972-1973
Questa voce raccoglie le informazioni riguardanti il Braunschweiger Turn- und Sportverein Eintracht von 1895 nelle competizioni ufficiali della stagione 1972-1973.

## Stagione
Nella stagione 1972-1973 l'Eintracht Braunschweig, allenato da Otto Knefler, concluse il campionato di Bundesliga al 17º posto. In Coppa di Germania l'Eintracht Braunschweig fu eliminato ai quarti di finale dal Colonia. In Coppa di Lega l'Eintracht Braunschweig fu eliminato ai quarti di finale dall'Amburgo.

## Rosa
| N. |                     | Ruolo | Calciatore            |
| -- | ------------------- | ----- | --------------------- |
|    | Germania (bandiera) | P     | Bernd Franke          |
|    | Germania (bandiera) | P     | Uwe Hain              |
|    | Germania (bandiera) | P     | Siegfried Scherzer    |
|    | Germania (bandiera) | D     | Joachim Bäse          |
|    | Germania (bandiera) | D     | Wolfgang Grzyb        |
|    | Germania (bandiera) | D     | Friedhelm Haebermann  |
|    | Germania (bandiera) | D     | Hans-Jürgen Hellfritz |
|    | Germania (bandiera) | D     | Peter Kaack           |
|    | Germania (bandiera) | D     | Franz Merkhoffer      |
|    | Germania (bandiera) | D     | Rainer Slodczyk       |
|    | Germania (bandiera) | C     | Jürgen Dudda          |

| N. |                      | Ruolo | Calciatore       |
| -- | -------------------- | ----- | ---------------- |
|    | Germania (bandiera)  | C     | Dietmar Erler    |
|    | Germania (bandiera)  | C     | Ronald Feuerhahn |
|    | Germania (bandiera)  | C     | Eberhard Haun    |
|    | Danimarca (bandiera) | C     | Allan Michaelsen |
|    | Germania (bandiera)  | A     | Ludwig Bründl    |
|    | Germania (bandiera)  | A     | Jaro Deppe       |
|    | Germania (bandiera)  | A     | Bernd Gersdorff  |
|    | Germania (bandiera)  | A     | Klaus Gerwien    |
|    | Danimarca (bandiera) | A     | Bent Jensen      |
|    | Germania (bandiera)  | A     | Hartmut Konschal |

## Organigramma societario
Area tecnica
- Allenatore: Otto Knefler
- Allenatore in seconda: Heinz Patzig
- Preparatore dei portieri:
- Preparatori atletici:

## Calciomercato

### Sessione estiva
| Acquisti | Acquisti              | Acquisti | Acquisti |
| R.       | Nome                  | da       | Modalità |
| -------- | --------------------- | -------- | -------- |
| D        | Hans-Jürgen Hellfritz | Amburgo  |          |
| A        | Bent Jensen           | Bordeaux |          |
| C        | Allan Michaelsen      | Nantes   |          |

| Cessioni | Cessioni        | Cessioni       | Cessioni |
| R.       | Nome            | a              | Modalità |
| -------- | --------------- | -------------- | -------- |
| A        | Manfred Kipp    | Magonza        |          |
| A        | Rainer Skrotzki | Ludwigsburg    |          |
| C        | Lothar Ulsaß    | Wiener SC      |          |
| P        | Horst Wolter    | Hertha Berlino |          |

### Sessione invernale
| Acquisti | Acquisti | Acquisti | Acquisti |
| R.       | Nome     | da       | Modalità |
| -------- | -------- | -------- | -------- |

| Cessioni | Cessioni | Cessioni | Cessioni |
| R.       | Nome     | a        | Modalità |
| -------- | -------- | -------- | -------- |

## Risultati

### Bundesliga

#### Girone di andata
| Arbitro: | Seiler |

|  |           |                       |
|  | Marcatori | 34’ Hartl 38’ Walitza |

| Arbitro: | Kindervater |

|              |           |  |
| Semlitsch 1’ | Marcatori |  |

| Arbitro: | Fork |

|  |           |                         |
|  | Marcatori | 59’ Hoffmann 74’ Müller |

| Arbitro: | Geng |

|  |           |            |
|  | Marcatori | 78’ Jensen |

| Arbitro: | Bonacker |

|               |           |  |
| Gersdorff 47’ | Marcatori |  |

| Arbitro: | Biwersi |

|                                                   |           |                               |
| Kapellmann 29’ Simmet 47’ Gebauer 49’ Konopka 87’ | Marcatori | 53’, 67’ Bründl 89’ Gersdorff |

| Arbitro: | Hillebrand |

|                                     |           |  |
| Gutzeit 42’ Grau 65’ Hermandung 89’ | Marcatori |  |

| Arbitro: | Frickel |

|  |           |             |
|  | Marcatori | 80’ Pröpper |

| Arbitro: | Seiler |

|  |           |          |
|  | Marcatori | 4’ Erler |

| Arbitro: | Hilker |

|                                   |           |            |
| Gersdorff 28’ (rig.) Konschal 62’ | Marcatori | 78’ Nickel |

| Arbitro: | Berner |

|                                                     |           |  |
| Netzer 2’ Wimmer 16’ Danner 75’ Heynckes 81’ (rig.) | Marcatori |  |

| Arbitro: | Voß |

|          |           |  |
| Erler 3’ | Marcatori |  |

| Arbitro: | Schröck |

|                             |           |                     |
| Wunder 13’, 41’ (rig.), 66’ | Marcatori | 3’ Erler 30’ Jensen |

| Arbitro: | Aldinger |

|              |           |              |
| Konschal 53’ | Marcatori | 12’ Memering |

| Arbitro: | Hennig |

|                        |           |              |
| Reimann 63’ Mrosko 75’ | Marcatori | 9’ Hellfritz |

| Braunschweig 2 dicembre 1972, ore 15:30 CET 16ª giornata | Eintracht Braunschweig | 0 – 0 referto | Kaiserslautern | Stadion an der Hamburger Straße (8 000 spett.)\| Arbitro: \| Weyland \| |
| Arbitro:                                                 | Weyland                |               |                |                                                                         |

| Arbitro: | Riegg |

|                         |           |  |
| Herzog 58’ Kriegler 90’ | Marcatori |  |

#### Girone di ritorno
| Arbitro: | Betz |

|                              |           |                      |
| Walitza 68’ Kaack 73’ (aut.) | Marcatori | 12’ Erler 77’ Bründl |

| Arbitro: | Eschweiler |

|                                 |           |                      |
| Gersdorff 63’ (rig.) Bründl 76’ | Marcatori | 42’ Held 57’ Schäfer |

| Arbitro: | Weyland |

|                                    |           |  |
| Hoffmann 28’ Hoeneß 72’ Müller 76’ | Marcatori |  |

| Arbitro: | Wengenmayer |

|                                         |           |              |
| Bründl 19’ Gersdorff 74’ Merkhoffer 81’ | Marcatori | 84’ Hollmann |

| Arbitro: | Hamer |

|                                                 |           |                |
| Røntved 1’ Weist 42’ Neuberger 53’ Dietrich 90’ | Marcatori | 82’, 89’ Erler |

| Arbitro: | Biwersi |

|                           |           |  |
| Merkhoffer 68’ Bründl 77’ | Marcatori |  |

| Arbitro: | Hennig |

|                      |           |          |
| Erler 24’ Bründl 43’ | Marcatori | 32’ Beer |

| Arbitro: | Riegg |

|                           |           |               |
| Jung 38’ Kohle 70’ (rig.) | Marcatori | 74’ Gersdorff |

| Arbitro: | Wengenmayer |

|            |           |           |
| Bründl 68’ | Marcatori | 60’ Ehmke |

| Arbitro: | Siepe |

|                |           |  |
| Hölzenbein 90’ | Marcatori |  |

| Braunschweig 6 aprile 1973, ore 20:00 CET 28ª giornata | Eintracht Braunschweig | 0 – 0 referto | Borussia M'gladbach | Stadion an der Hamburger Straße (21 000 spett.)\| Arbitro: \| Aldinger \| |
| Arbitro:                                               | Aldinger               |               |                     |                                                                           |

| Arbitro: | Hennig |

|                                       |           |  |
| Brenninger 17’, 63’ Ettmayer 32’, 78’ | Marcatori |  |

| Arbitro: | Tschenscher |

|                      |           |            |
| Gersdorff 52’ (rig.) | Marcatori | 16’ Wunder |

| Arbitro: | Weyland |

|           |           |  |
| Hönig 77’ | Marcatori |  |

| Arbitro: | Frickel |

|                             |           |                           |
| Gersdorff 25’, 79’ Haun 44’ | Marcatori | 26’ Blau 86’ Siemensmeyer |

| Arbitro: | Burgers |

|                             |           |  |
| Friedrich 14’ Seel 57’, 77’ | Marcatori |  |

| Arbitro: | Betz |

|            |           |                    |
| Bründl 23’ | Marcatori | 18’ Zewe 63’ Budde |

### Coppa di Germania
| Arbitro: | Schumann |

|             |           |               |
| Fürther 59’ | Marcatori | 42’ Gersdorff |

| Arbitro: | Gabor |

|                                                            |           |                      |
| Bründl 25’, 26’ (rig.), 36’ Erler 35’ Gersdorff 82’ (rig.) | Marcatori | 58’ (rig.) Neuhäuser |

| Arbitro: | Kindervater |

|             |           |  |
| Gerwien 69’ | Marcatori |  |

| Arbitro: | Hillebrand |

|                         |           |                        |
| Nickel 25’ Kliemann 60’ | Marcatori | 15’ Bründl 78’ Gerwien |

| Arbitro: | Seiler |

|  |           |                                   |
|  | Marcatori | 39’, 57’ Weber 71’, 77’, 89’ Löhr |

| Arbitro: | Linn |

|                              |           |                                  |
| Flohe 43’ Weber 55’ Löhr 73’ | Marcatori | 62’ (rig.) Gersdorff 83’ Gerwien |

### Coppa di Lega
| 5 luglio 1972, ore CET 1ª giornata | Eintracht Braunschweig | 1 – 0 | Hannover 96 |  |

| 12 luglio 1972, ore CET 2ª giornata | RW Oberhausen | 3 – 2 | Eintracht Braunschweig |  |

| 19 luglio 1972, ore CET 3ª giornata | Eintracht Braunschweig | 4 – 0 | RW Oberhausen |  |

| 26 luglio 1972, ore CET 4ª giornata | Hannover 96 | 2 – 3 | Eintracht Braunschweig |  |

| Arbitro: | Picker |

|                         |           |          |
| Gersdorff 11’ Grzyb 51’ | Marcatori | 35’ Thon |

| Arbitro: | Burgers |

|  |           |                                                  |
|  | Marcatori | 38’ Hellfritz 49’ Bründl 78’ Gersdorff 84’ Deppe |

| Arbitro: | Hoppe |

|                          |           |           |
| Gersdorff 21’ Jensen 80’ | Marcatori | 74’ Nogly |

| Arbitro: | Lutz |

|                             |           |  |
| Zaczyk 34’ Hönig 53’ (rig.) | Marcatori |  |

## Statistiche

### Statistiche di squadra
| Competizione      | Punti | In casa | In casa | In casa | In casa | In casa | In casa | In trasferta | In trasferta | In trasferta | In trasferta | In trasferta | In trasferta | Totale | Totale | Totale | Totale | Totale | Totale | DR  |
| Competizione      | Punti | G       | V       | N       | P       | Gf      | Gs      | G            | V            | N            | P            | Gf           | Gs           | G      | V      | N      | P      | Gf     | Gs     | DR  |
| ----------------- | ----- | ------- | ------- | ------- | ------- | ------- | ------- | ------------ | ------------ | ------------ | ------------ | ------------ | ------------ | ------ | ------ | ------ | ------ | ------ | ------ | --- |
| Bundesliga        | 25    | 17      | 7       | 6       | 4       | 20      | 17      | 17           | 2            | 1            | 14           | 13           | 39           | 34     | 9      | 7      | 18     | 33     | 56     | -23 |
| Coppa di Germania | -     | 3       | 2       | 0       | 1       | 6       | 6       | 3            | 0            | 2            | 1            | 5            | 6            | 6      | 2      | 2      | 2      | 11     | 12     | -1  |
| Coppa di Lega     | -     | 6       | 5       | 0       | 1       | 14      | 7       | 2            | 1            | 0            | 1            | 4            | 2            | 8      | 6      | 0      | 2      | 18     | 9      | +9  |
| Totale            | 25    | 26      | 14      | 6       | 6       | 40      | 30      | 22           | 3            | 3            | 16           | 22           | 47           | 48     | 17     | 9      | 22     | 62     | 77     | -15 |

### Andamento in campionato
| Giornata  | 1  | 2  | 3  | 4  | 5  | 6  | 7  | 8  | 9  | 10 | 11 | 12 | 13 | 14 | 15 | 16 | 17 | 18 | 19 | 20 | 21 | 22 | 23 | 24 | 25 | 26 | 27 | 28 | 29 | 30 | 31 | 32 | 33 | 34 |
| --------- | -- | -- | -- | -- | -- | -- | -- | -- | -- | -- | -- | -- | -- | -- | -- | -- | -- | -- | -- | -- | -- | -- | -- | -- | -- | -- | -- | -- | -- | -- | -- | -- | -- | -- |
| Luogo     | C  | T  | C  | T  | C  | T  | T  | C  | T  | C  | T  | C  | T  | C  | T  | C  | T  | T  | C  | T  | C  | T  | C  | C  | T  | C  | T  | C  | T  | C  | T  | C  | T  | C  |
| Risultato | P  | P  | P  | V  | V  | P  | P  | P  | V  | V  | P  | V  | P  | N  | P  | N  | P  | N  | N  | P  | V  | P  | V  | V  | P  | N  | P  | N  | P  | N  | P  | V  | P  | P  |
| Posizione | 16 | 17 | 17 | 15 | 14 | 15 | 16 | 16 | 15 | 15 | 16 | 13 | 15 | 14 | 14 | 15 | 16 | 14 | 15 | 16 | 15 | 16 | 14 | 13 | 13 | 13 | 14 | 14 | 15 | 15 | 15 | 15 | 16 | 17 |

Legenda:

Luogo: C = Casa; T = Trasferta. Risultato: V = Vittoria; N = Pareggio; P = Sconfitta.

### Statistiche dei giocatori
| Giocatore     | Bundesliga | Bundesliga | Bundesliga  | Bundesliga | Coppa di Germania | Coppa di Germania | Coppa di Germania | Coppa di Germania | Coppa di Lega | Coppa di Lega | Coppa di Lega | Coppa di Lega | Totale   | Totale | Totale      | Totale     |
| Giocatore     | Presenze   | Reti       | Ammonizioni | Espulsioni | Presenze          | Reti              | Ammonizioni       | Espulsioni        | Presenze      | Reti          | Ammonizioni   | Espulsioni    | Presenze | Reti   | Ammonizioni | Espulsioni |
| ------------- | ---------- | ---------- | ----------- | ---------- | ----------------- | ----------------- | ----------------- | ----------------- | ------------- | ------------- | ------------- | ------------- | -------- | ------ | ----------- | ---------- |
| L. Bründl     | 30         | 9          | 0           | 0          | 6                 | 4                 | 0                 | 0                 | 4             | 1             | 0             | 0             | 40       | 14     | 0           | 0          |
| J. Bäse       | 9          | 0          | 0           | 0          | 0                 | 0                 | 0                 | 0                 | 1             | 0             | 0             | 0             | 10       | 0      | 0           | 0          |
| J. Deppe      | 5          | 0          | 0           | 0          | 0                 | 0                 | 0                 | 0                 | 2             | 1             | 0             | 0             | 7        | 1      | 0           | 0          |
| J. Dudda      | 9          | 0          | 0           | 0          | 1                 | 0                 | 0                 | 0                 | 2             | 0             | 0             | 0             | 12       | 0      | 0           | 0          |
| D. Erler      | 26         | 7          | 0           | 0          | 6                 | 1                 | 0                 | 0                 | 3             | 0             | 0             | 0             | 35       | 8      | 0           | 0          |
| R. Feuerhahn  | 0          | 0          | 0           | 0          | 0                 | 0                 | 0                 | 0                 | 1             | 0             | 0             | 0             | 1        | 0      | 0           | 0          |
| B. Franke     | 34         | 0          | 0           | 0          | 6                 | 0                 | 0                 | 0                 | 3             | 0             | 0             | 0             | 43       | 0      | 0           | 0          |
| B. Gersdorff  | 34         | 9          | 0           | 0          | 5                 | 3                 | 0                 | 0                 | 4             | 3             | 0             | 0             | 43       | 15     | 0           | 0          |
| K. Gerwien    | 15         | 0          | 0           | 0          | 4                 | 3                 | 0                 | 0                 | 2             | 0             | 0             | 0             | 21       | 3      | 0           | 0          |
| W. Grzyb      | 34         | 0          | 0           | 0          | 6                 | 0                 | 0                 | 0                 | 4             | 1             | 0             | 0             | 44       | 1      | 0           | 0          |
| F. Haebermann | 32         | 0          | 0           | 0          | 6                 | 0                 | 0                 | 0                 | 3             | 0             | 0             | 0             | 41       | 0      | 0           | 0          |
| U. Hain       | 0          | 0          | 0           | 0          | 0                 | 0                 | 0                 | 0                 | 0             | 0             | 0             | 0             | 0        | 0      | 0           | 0          |
| E. Haun       | 32         | 1          | 0           | 0          | 6                 | 0                 | 0                 | 0                 | 3             | 0             | 0             | 0             | 41       | 1      | 0           | 0          |
| H. Hellfritz  | 33         | 1          | 0           | 0          | 4                 | 0                 | 0                 | 0                 | 4             | 1             | 0             | 0             | 41       | 2      | 0           | 0          |
| B. Jensen     | 18         | 2          | 0           | 0          | 4                 | 0                 | 0                 | 0                 | 3             | 1             | 0             | 0             | 25       | 3      | 0           | 0          |
| P. Kaack      | 31         | 0          | 0           | 0          | 4                 | 0                 | 0                 | 0                 | 4             | 0             | 0             | 0             | 39       | 0      | 0           | 0          |
| H. Konschal   | 24         | 2          | 0           | 0          | 3                 | 0                 | 0                 | 0                 | 1             | 0             | 0             | 0             | 28       | 2      | 0           | 0          |
| F. Merkhoffer | 34         | 2          | 0           | 0          | 6                 | 0                 | 0                 | 0                 | 4             | 0             | 0             | 0             | 44       | 2      | 0           | 0          |
| A. Michaelsen | 22         | 0          | 0           | 0          | 6                 | 0                 | 0                 | 0                 | 2             | 0             | 0             | 0             | 30       | 0      | 0           | 0          |
| S. Schanl     | 0          | 0          | 0           | 0          | 1                 | 0                 | 0                 | 0                 | 0             | 0             | 0             | 0             | 1        | 0      | 0           | 0          |
| S. Scherzer   | 0          | 0          | 0           | 0          | 0                 | 0                 | 0                 | 0                 | 1             | 0             | 0             | 0             | 1        | 0      | 0           | 0          |
| R. Slodczyk   | 0          | 0          | 0           | 0          | 2                 | 0                 | 0                 | 0                 | 0             | 0             | 0             | 0             | 2        | 0      | 0           | 0          |